# Mike Chioda
Michael Jason Chioda (né le 1er août 1966) était un arbitre de catch professionnel à la World Wrestling Entertainment dans la division RAW.
Il arbitrait souvent des main events à RAW mais il a souvent arbitré des matchs pour les titres de champions poids lourds comme à Vengeance 2005 où il arbitrait Triple H contre Batista pour le titre de champion poids lourds ou encore à WrestleMania 22 et 23 avec John Cena contre Triple H et John Cena contre Shawn Michaels pour le titre de champion de la WWE. Il a aussi arbitré le match entre John Cena et The Rock à WrestleMania XXVIII. Il a été arbitre de nombreux "I Quit" match (Ex; Randy Orton contre John Cena à Breaking Point 2009, John Cena contre Rusev à Payback 2015 ou Jack Swagger contre Alberto Del Rio).        
Désormais, Mike Chioda officie en tant qu'arbitre chez All Elite Wrestling. il a ainsi arbitré son premier match opposant Cody Rhodes à Scorpio Sky pour le TNT Championship.

## Débuts

### WWF
Gorilla Monsoon et son fils adoptif Joey aida Mike à faire son trou dans le monde du catch. Ayant suivi une formation d'arbitre, Chioda fait ses débuts à la WWE en 1989 et apparaitra dans le show Survivor Series 1989. Après avoir arbitré à Wrestlemania XII, il marque une pause avant de revenir en 1993.
En 2001, il fait tomber la veste d'arbitre pour celui de catcheur lors d'un épisode de SmackDown où il participe à un match par équipe avec Chris Jericho et The Rock contre les Dudley Boyz et Nick Patrick autre arbitre de catch; Chioda fera le tombé après avoir asséné sa version du "People's Elbow" sur Patrick.
Chioda arbitre des matchs de légende tel que Shawn Michaels contre Steve Austin à Wrestlemania XIV (match où il fut mis à terre), ou encore Triple H contre le président Vince McMahon à WWE Armageddon 1999 et un affrontement qui restera dans toutes les mémoires: The Rock contre Hulk Hogan à WrestleMania X8.
Après les Attentats du 11 septembre 2001, Chioda commença à porter un drapeau américain sur sa tenue d'arbitre.

### WWE
Pour le WWE Brand Extension, Chioda est drafté à WWE SmackDown et prend le poste de Senior referee (arbitre principal). En 2003, il arbitre un match qui se termine de manière chaotique; le WWE World Heavyweight champion Brock Lesnar défend son titre face au Big Show. Brock Lesnar se dégage au compte de deux après avoir reçu un Chokeslam, le Big Show, énervé, monte sur la seconde corde en tenant Lesnar par le cou voulant exécuté son finish depuis la troisième corde mais Lesnar se débat, frappe le Big show et fait une SuperPlex depuis la troisième corde, l'impact est tellement violent que le ring s'effondre sous le choc. Chioda, ahuri par ce qui venait de se passer déclara le match no contest. 
Cette même année, il est drafté pour le lundi soir en direct:WWE RAW, quittant par la même occasion son poste d'arbitre principal à SmackDown; poste qu'il retrouvera après le renvoi de Earl Hebner pour trafic de marchandise, et deviendra par conséquent Senior referee en 2005.
Chioda arbitre d'autres grand matchs comme Triple H contre Batista à WrestleMania 21, John Cena contre Triple H à WrestleMania 22 et Cena contre Batista à SummerSlam 2008.
Chioda arbitre le main-event de WrestleMania 23 entre John Cena et Shawn Michaels; il fut frappé lors de ce match par Michaels avec son Sweet Chin Music. Il fit une apparition dans la télé-réalité de la WWE Tought Enought saison 2.
La WWE décide en novembre 2008 que les arbitres ne doivent pas plus être dans une seule division. Il effectue son retour à SmackDown le 28 novembre 2008 où il arbitre le Beath the clock match entre Triple H et Shelton Benjamin main-event du show. Le match se termine dans la controverse car Chioda mis à terre donne le tombé dans le même laps de temps que son collègue Charles Robinson qui avait donné la victoire à Jeff Hardy. Ce même Robinson viendra discuter avec Chioda et Triple H, on ne saura l'issue de ce match que la semaine suivante qui donna les deux vainqueurs, challenger numéro 1 pour le titre à WWE Armageddon 2008.
Le 15 avril 2020, Mike Chioda est licencié de la World Wrestling Entertainment en raison des restrictions d'effectif dues à la crise de COVID-19 dans le monde.

## Jeux vidéo
Chioda prête son visage à la gamme de jeux vidéo WWE SmackDown VS RAW.